# Sanguszko Fiodorowic
Sanguszko Fiodorowic († vers 1454), prince de Ratnie, fondateur de la famille Sanguszko;

## Biographie
Il est le fils de Fiodor Olgierdowic (pl) et le petit-fils d'Olgierd, grand-duc de Lituanie.

## Mariage et descendance
Il épouse une certaine Hanna qui lui donne pour enfants:
- Wasyl Sanguszkowicz († vers 1476),
- Iwan Sanguszko († 1470/75),
- Aleksander Sanguszkowic († vers 1491), fondateur de la lignée Sanguszko-Koszyrski;
- Michał Sanguszkowic († vers 1511), fondateur de la lignée Sanguszko-Kowelski;

## Sources
- (pl) Cet article est partiellement ou en totalité issu de l’article de Wikipédia en polonais intitulé « Sanguszko Fiodorowic » (voir la liste des auteurs).